# Rivière Novide
Rivière Novide är ett vattendrag i Kanada.   Det ligger i provinsen Québec, i den östra delen av landet, 700 km norr om huvudstaden Ottawa.
I omgivningarna runt Rivière Novide växer i huvudsak barrskog. Trakten runt Rivière Novide är nära nog obefolkad, med mindre än två invånare per kvadratkilometer.